# Albert Speer
Berthold Konrad Hermann Albert Speer (Mannheim, 19 de março de 1905 – Londres, 1 de setembro de 1981) foi o arquiteto-chefe e ministro do Armamento da Alemanha Nazista. Conhecido como "o bom nazista" — um retrato que posteriormente se revelou falso — ele assumiu todas as responsabilidades por atos que teria cometido durante o regime nazi nos Julgamentos de Nuremberga.
Speer entrou para o Partido Nazista em 1931. Com grande talento na arquitetura, rapidamente se tornou uma das pessoas mais próximas de Hitler. O ditador designou Speer para a construção de diversas obras, incluindo a Chancelaria do Reich. Speer também fez planos para a reconstrução de Berlim, com grandes edifícios, amplas alamedas e renovação do sistema de transporte.
Como Ministro do Armamento, Speer foi responsável pela grande produtividade da Alemanha neste setor nos anos finais da Segunda Guerra Mundial. Em 1946, ele foi julgado em Nuremberga e sentenciado a 20 anos de prisão por sua participação no regime nazista, principalmente pelo uso de trabalho escravo nos campos de concentração. Ele serviu a maior parte de sua sentença na prisão de Spandau, na Berlim Ocidental.
Após sair de Spandau em 1966, Speer publicou dois best-sellers autobiográficos: Por Dentro do III Reich e Spandau – O Diário Secreto, detalhando seu relacionamento com Hitler e fornecendo histórias desconhecidas sobre o Terceiro Reich. Ele ainda escreveu um terceiro livro, Infiltration, sobre a Schutzstaffel. Speer morreu de causas naturais no ano de 1981, em uma visita a Londres.

## Anos iniciais
Speer nasceu em Mannheim, na Alemanha, em uma família de classe média. Era o segundo dos três filhos de Albert e Luise Speer. Temendo uma derrota na Primeira Guerra Mundial, em 1918 a família se mudou para Heidelberg. Em sua adolescência, Speer sofreu de problemas neuro-vasculares, o que o fazia se sentir em posição de inferioridade em relação a seus irmãos. Aos 16 anos, Speer queria ser matemático, mas seu pai foi contra a ideia, dizendo que esta carreira o levaria a uma vida sem dinheiro, sem posição e sem futuro. Speer decidiu então seguir os passos de seu pai e de seu avô, estudando arquitetura.
Speer começou seus estudos no Universidade de Karlsruhe ao invés de uma instituição com maior reconhecimento, por causa da hiperinflação de 1923, que limitou a renda de seus pais, obrigando a família a vender imóveis e joias para garantir os estudos de Albert e manter seu padrão de vida. Em 1924, quando a crise se apaziguou, ele se transferiu para a aclamada Universidade Técnica de Munique. Em 1925, mudou novamente de universidade, indo para a Universidade de Berlim, onde estudou sob a supervisão de Heinrich Tessenow, professor por quem Speer tinha grande admiração. Após passar nas provas de 1927, Speer se tornou assistente de Tessenow, posição que Speer considerou de grande privilégio. Em Berlim, Speer conheceu Rudolf Wolters, que também havia estudado na classe de Tessenow. Com Wolters, Speer desenvolveu uma amizade que durou por mais de 50 anos.
No verão de 1922, Speer começou um relacionamento com Margarete Weber (1905–1987). Inicialmente a relação não agradou à mãe de Speer, que considerava a família Weber como socialmente inferior à sua. Mesmo com a oposição, os dois se casaram em Berlim em 28 de agosto de 1928.

## Era nazista

### Entrada no Partido (1930–1934)

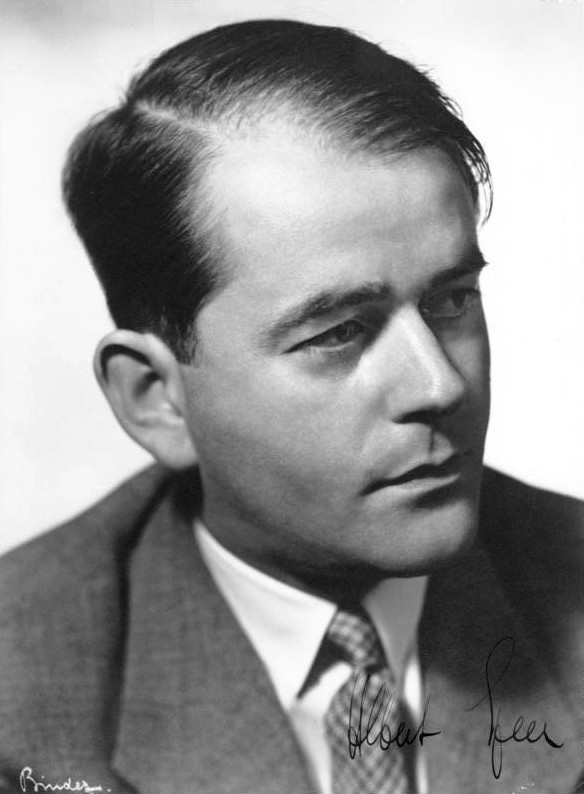
Speer em 1933.

Speer afirmava ser apolítico em sua juventude, até participar de um desfile nazi, seguido de um discurso de Hitler em dezembro de 1930 em Berlim. Ele ficou surpreso ao encontrar Hitler em um traje azul ao invés do tradicional uniforme marrom que era visto em pôsteres de propaganda nazista. Também chamaram a atenção de Speer as propostas de Hitler para a Alemanha e a maneira com que elas eram passadas ao povo. Algumas semanas depois, Speer participou de outro desfile, desta vez liderado por Joseph Goebbels. Speer ficou perturbado com a facilidade que Goebbels tinha para levar a plateia ao estado de frenesi. Apesar disso, Speer decidiu entrar para o Partido Nazista em 1 de março de 1931, tornando-se o membro 474 481.
A primeira função de Speer dentro do partido foi liderar a NSKK no subúrbio de Wannsee; ele era a única pessoa na sua cidade com carro e era o responsável por transportar membros do partido que estavam na localidade.
Em 1931, Speer desistiu de ser assistente de Tessenow para cortar gastos e se mudar para Mannheim. Em julho de 1932, Speer visitou Berlim para ajudar o partido na véspera das eleições para o Reichstag. Ao chegar na cidade, Karl Hanke, militar reconhecido e de grande influência no partido, recomendou o jovem arquiteto a Goebbels para ajudar a renovar a sede do partido. Quando o trabalho foi concluído, Speer retornou para Mannheim e permaneceu lá até Hitler tomar posse em janeiro de 1933.
Em março de 1933, Hanke chamou novamente Speer para Berlim para fazer um trabalho para um membro de alto escalão do partido. Na sua chegada, ficou surpreso ao saber que Goebbels, o novo Ministro da Propaganda, o tinha designado para renovar o prédio da Propagandaministerium em Wilhelmplatz. Ao fim do trabalho, Speer visitou Hanke e viu o projeto do desfile do Dia do Trabalhador em Berlim. Albert ficou decepcionado com a ideia e disse a Hanke que ele poderia fazer melhor. Speer começou do zero o planejamento, montando uma grande tribuna por trás de três grandes bandeiras, sendo a do meio uma suástica estendida em um mastro maior que um prédio de dez pavimentos. O projeto agradou a Hanke e foi aprovado por Rudolf Hess.

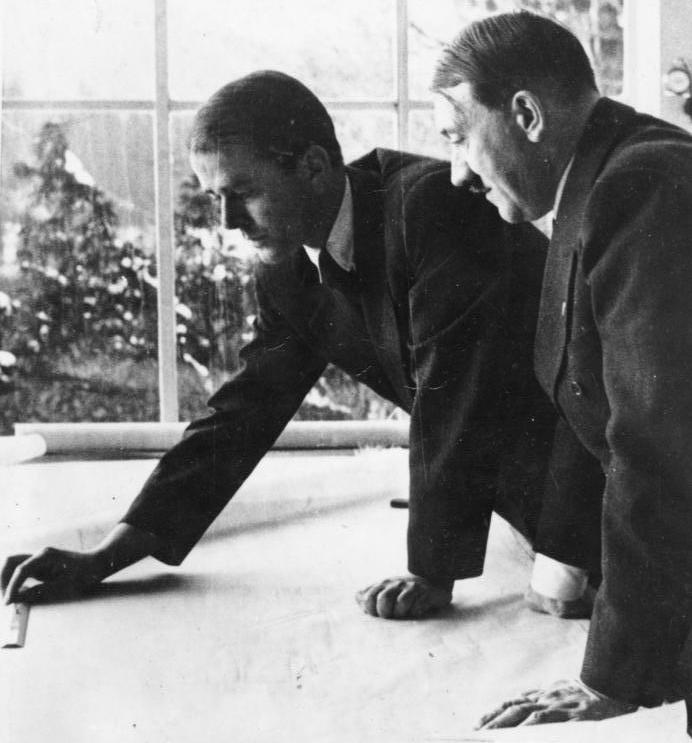
Speer e Hitler examinando um projeto arquitetônico.

Ganhando reconhecimento, os organizadores da reunião do NSDAP de 1933 pediram para Speer enviar sugestões para a organização do evento, o levando então a seu primeiro contato pessoal com Hitler. Nem os organizadores, nem Hess estavam dispostos a aprovar o projeto de Speer. Hess decidiu enviar Speer para se encontrar com Hitler em seu apartamento na cidade de Munique, para tentar a aprovação do Führer. Quando Speer entrou, Hitler estava ocupado limpando uma pistola. Olhando rapidamente para o projeto, Hitler aprovou sem sequer olhar para o jovem arquiteto. Este trabalho fez com que Speer ganhasse o posto de "Consultor de questões técnicas e artísticas para desfiles do Partido".
O grande trabalho seguinte para Speer foi a ligação entre edifícios comerciais para a pretendida renovação da chancelaria coordenada por Paul Troost. Hitler procurava Speer e seu assistente quase todos os dias para perguntar sobre os progressos e renovações pretendidas para a obra. Após uma conversa, Hitler convidou Speer para almoçar, oportunidade que o arquiteto considerou de grande emoção. Hitler deixou claro o interesse que tinha em Speer, e disse que ele estava procurando por um jovem arquiteto capaz de realizar seus sonhos e projetos para a nova Alemanha. Com isso, Speer rapidamente entrou no restrito círculo de amizades de Hitler. Albert jantava semanalmente com Hitler e eles discutiam questões sobre arquitetura e ideias para a construção de novos prédios.
O ambicioso jovem ficou impressionado com sua rápida ascensão dentro do partido, o que lhe garantia maiores regalias dentro do NSDAP. Além disso, Hitler deixou claro em uma conversa que no dia em que ele morresse, Speer teria as qualidades necessárias para ser seu sucessor. Speer testemunhou em Nuremberg: "Eu pertencia a um grupo que consistia em artistas e outros altos escalões. Se Hitler teve algum amigo, eu certamente estava entre seus mais próximos".

### Primeiro arquiteto do Terceiro Reich (1934–1939)

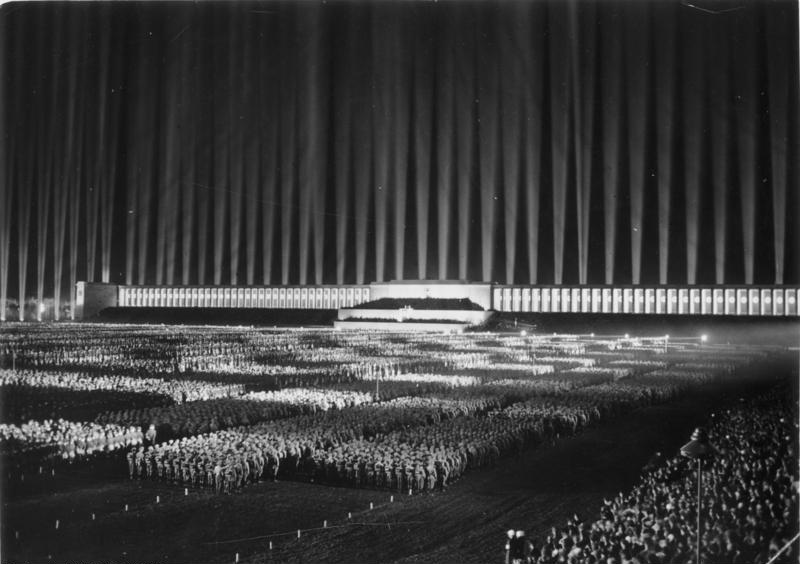
A Catedral de Luzes sobre o Zeppelintribune.

Quando Troost morreu em 21 de janeiro de 1934, Speer foi efetivado oficialmente como chefe de arquitetura do Partido Nazi. Hitler apontou Speer para trabalhar na equipe de Hess.
Um dos primeiros trabalhos de Speer após a morte de Troost foi o Zeppelinfeld, um estádio em Nuremberga que foi usado para desfiles e apresentado no filme de propaganda Triumph des Willens, de Leni Riefenstahl. O estádio foi designado para receber 340 000 pessoas. A tribuna criada por Speer teve influência direta do Altar de Pérgamo em Anatólia, mas em maior escala. Speer insistia em realizar os eventos neste estádio somente à noite, para dar destaque ao renovador efeito de luz criado por ele. Speer cercou o local com 130 luzes de defesa antiaérea, à distância de doze metros uma da outra, criando feixes luminosos no céu. O efeito nunca antes visto, foi chamado de "Catedral de Luzes" ou, como era chamada pelo embaixador britânico Sir Neville Henderson, "catedral de gelo". Speer descreveu este como o seu mais belo trabalho. A ideia foi em primeiro momento rejeitada por Hermann Göring, visto que ele teria que ceder as luzes da Luftwaffe. Hitler argumentou dizendo que "as outras nações vão achar que a Alemanha tem de sobra essas luzes, portanto, ceda elas para o projeto do Speer".
Nuremberga era para ser o local de mais estádios deste porte, mas os projetos nunca saíram do papel. Um exemplo foi o Deutsches Stadion, que acomodaria 400 000 espectadores e seria o local dos Jogos Arianos. O projeto foi desenvolvido por cinco meses e chegou a ter uma parte erguida, mas o dinheiro que seria destinado ao resto da obra foi utilizado em reposição de armamento.
Speer também criou a teoria do "valor da ruína". De acordo com ela, todos os novos edifícios seriam construídos de modo que ficassem esteticamente agradáveis quando se transformassem em ruínas, milhares de anos depois, no futuro. Tais ruínas seriam o testamento da grandeza do Terceiro Reich, da mesma maneira que as ruínas gregas e romanas são símbolos da grandeza dessas civilizações.

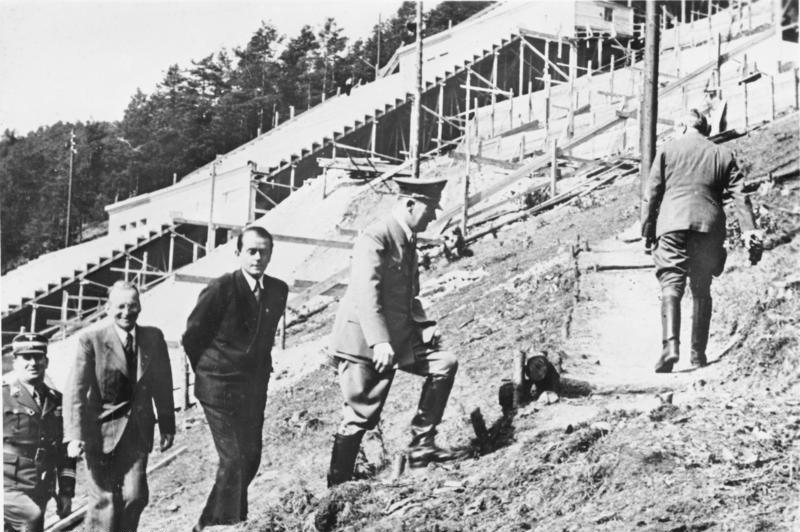
Speer visitando as obras do Deutsches Stadion.

Speer não pôde evitar a exibição dos brutais excessos do regime nazi, apesar de terem pouca influência sobre ele. Pouco depois da Noite das Facas Longas, Hitler chamou Speer e seus operários e os levou para o escritório do vice-chanceler Franz von Papen para iniciar a conversão do local em uma sede de segurança. Chegando no prédio, Speer se deparou com sangue por todo o chão, que era do corpo de Herbert von Bose, secretário de Papen, que foi morto no incidente.
Em 1935, Hitler rejeitou o projeto de Werner March para o Estádio Olímpico, que seria usado nos Jogos Olímpicos de Verão de 1936, dizendo que era "muito moderno". O projeto de March consistia em um corredor de vidro em torno do estádio. Hitler chegou a mandar um telegrama ao COI dizendo que os jogos não se realizariam, pois o chefe de estado que deve fazer a abertura dos jogos nunca entraria em um corredor de vidro. Speer modificou a estrutura, adicionando uma pedra exterior e removendo os vidros, consolidando sua posição como principal arquiteto da Alemanha.

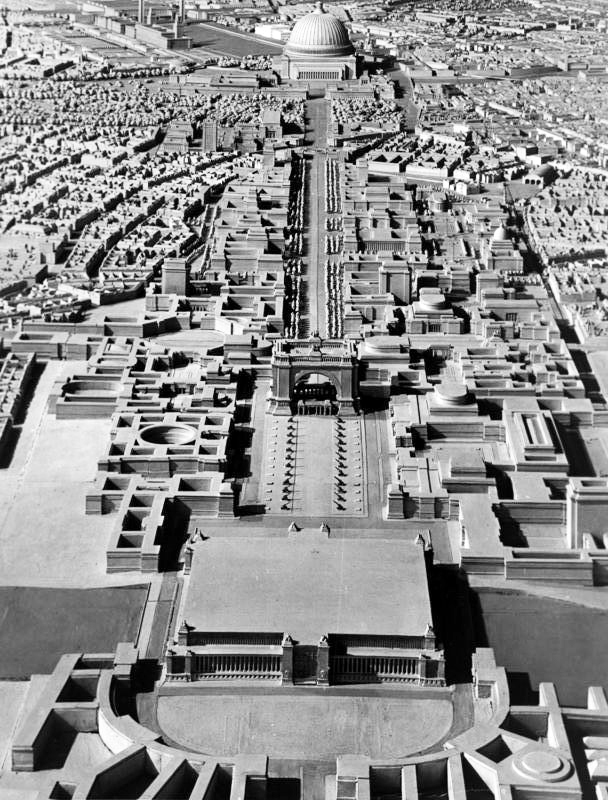
O modelo da Berlim de Speer, com o Volkshalle ao norte.

Em 1937, Hitler apontou Speer como "Inspetor de Obras" do Reich. O cargo era considerado de grande importância e Speer só devia explicações sobre suas atitudes a Hitler. Em abril do mesmo ano, Hitler pediu para Speer desenvolver planos para reconstruir Berlim. No plano, o destaque era para uma grande avenida central de cinco quilômetros, e no final, a norte, Speer planejou construir um edifício com enorme cúpula, baseado na Basílica de São Pedro em Roma, só que com proporções muito maiores. Na parte sul da avenida seria construído um arco baseado no Arco do Triunfo de Paris, também maior que o francês. O projeto foi chamado de Prachtstrasse, ou Rua da Magnificência. Ao fim da avenida, Speer planejava a construção do Volkshalle, uma grande assembleia com 210 m de altura e espaço para a 180 mil pessoas. Com a chegada da Segunda Guerra Mundial em 1939, os planos foram abandonados. Parte do terreno para a avenida seria obtido através da consolidação do sistema ferroviário de Berlim.
Ainda em 1937, Speer projetou o pavilhão alemão para a exposição mundial de Paris, localizado diretamente do outro lado da rua do pavilhão soviético. Ao visitar o pavilhão da União Soviética, Speer viu que o projeto era formado por grandes figuras que pareciam estar indo contra o pavilhão da Alemanha. O arquiteto, então, criou uma massa cúbica apoiada por grandes mastros, que incluía uma grande suástica ao meio, parecendo combater os soviéticos. Ao fim da feira, os dois pavilhões receberam medalha de ouro.
Em janeiro de 1938, Hitler pediu para Speer construir uma nova chancelaria. Hitler deu prazo até 10 de janeiro de 1939, quando o führer teria uma recepção de diplomatas. O projeto foi um grande desafio, pois a chancelaria deveria permanecer no mesmo local do que a antiga, que estava em pleno funcionamento. Após consultar seus assistentes, Speer concordou com a obra. A construção foi concluída em nove meses. Ela incluía um vasto saguão, que foi projetado para ser duas vezes maior que o do Palácio de Versalhes. Este setor foi muito danificado durante a Batalha de Berlim em 1945, sendo completamente destruído pelos soviéticos, que usaram o mármore das ruínas na construção do Memorial de Guerra Soviético.
Durante o projeto da chancelaria, aconteceu a Noite dos Cristais. Speer não citou este episódio na primeira versão do livro Por Dentro do III Reich. Ele somente escreveu sobre o assunto nas edições posteriores, ao ver de seu carro os escombros da sinagoga central de Berlim.

### Arquiteto da guerra (1939–1942)

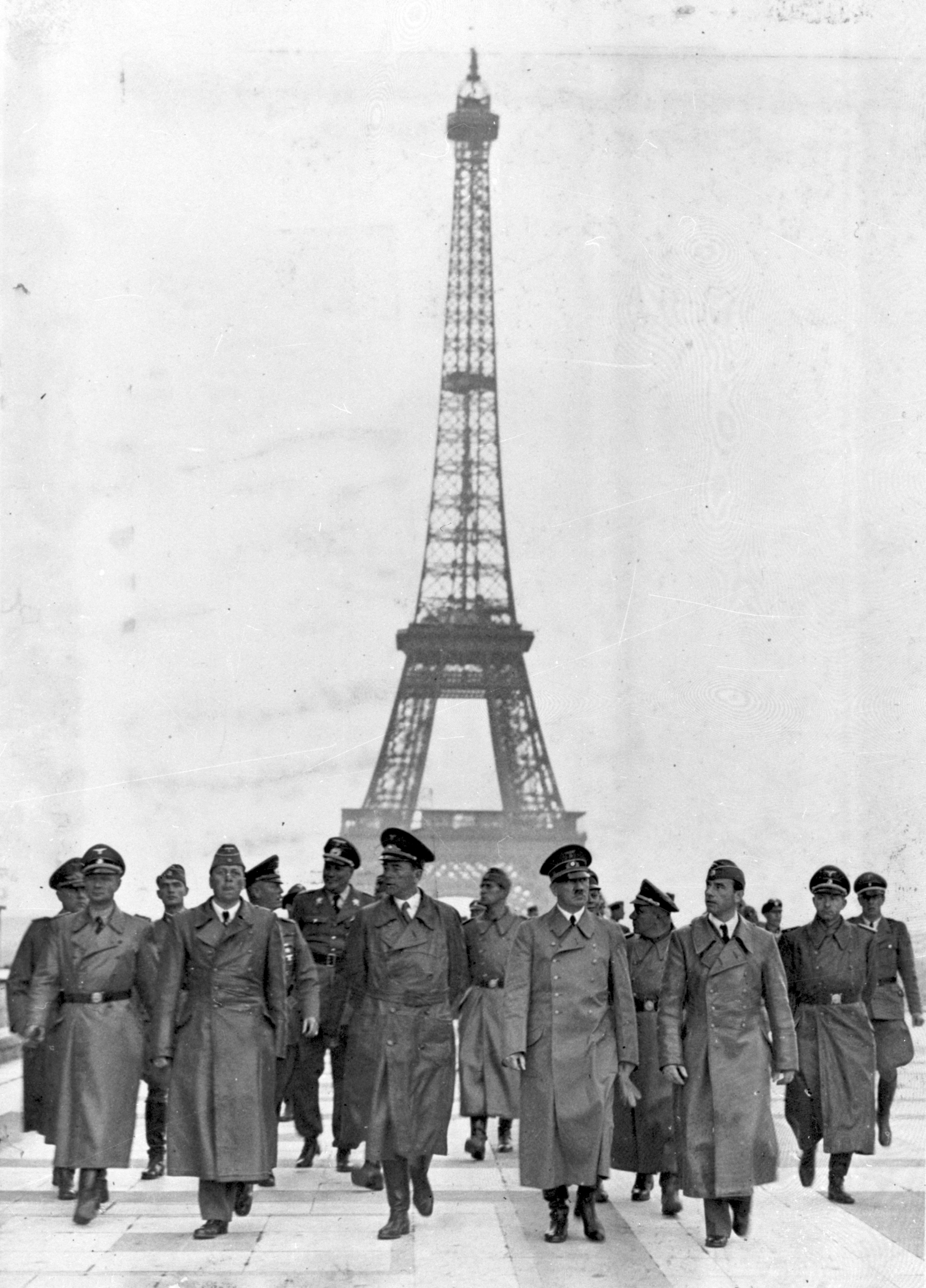
Visita dos líderes nazistas a Paris, em 1940.

Speer apoiou a invasão da Polônia e a Segunda Guerra Mundial em 1939, e mesmo sabendo que isto poderia atrapalhar seus planos para a Alemanha, deixou seu departamento a disposição do Wehrmacht. O arquiteto desenvolveu inovações como a rápida construção de pontes e estradas, através de uma equipe treinada por ele mesmo. Com o progresso da guerra, inicialmente com grande sucesso da Alemanha, Speer continuava fazendo desenhos para Berlim e Nuremberg, mas só pretendia sua construção ao final do conflito. Neste período, ele construiu os prédios da Wehrmacht e da Luftwaffe.
Em 1940, Hitler ordenou a Speer que fossem refeitos projetos para Berlim e Nuremberg, argumentando que a vitória na guerra estava próxima. Em primeiro momento, Speer rejeitou a ordem, declarando que "estando o país em guerra, não há razões para gastar em obras". Após uma conversa com Hitler, Speer se viu obrigado a montar novas estruturas (que jamais sairiam do papel) e reformar Berlim até 1 de janeiro de 1950.
Ainda em 1940, Josef Stalin pediu para Speer visitar Moscou. Stalin estava impressionado com o trabalho que Speer havia feito em Paris, e desejava conhecer o "Arquiteto do Reich". Hitler, entretanto, não autorizou Speer a fazer a visita. Quando a Operação Barbarossa teve início em 1941, Speer temia que seus projetos para Berlim jamais seriam realizados.

## Ministro do Armamento
Em 8 de fevereiro de 1942, o ministro dos armamentos Fritz Todt morreu em um acidente de avião em Rastenburg. Speer, que tinha chegado na cidade na noite anterior, tinha aceitado voar com Todt para Berlim, mas decidiu não ir horas antes de Todt embarcar. Segundo Speer, ele estava exausto com a viagem que havia enfrentado e com a reunião que teve com Hitler. No mesmo dia, Hitler nomeou Speer para ocupar o cargo de Todt. No livro Por dentro do III Reich, Speer conta que não tinha interesse em assumir um ministério, e apenas o fez pois Hitler havia ordenado. Speer também declara que Hermann Göring foi direto ao gabinete de Hitler após saber da morte de Todt, esperando tomar o cargo. Ao saber que Speer havia sido apontado para o cargo, Göring deixou o gabinete do ditador e não participou do funeral de Todt.
Na chegada de Speer ao ministério, a economia da Alemanha, ao contrário da britânica, não era voltada totalmente para a guerra. Bens de consumo ainda eram produzidos, e de maneira igual ao dos tempos de paz. Pelo menos de cinco "autoridades supremas" tinham jurisdição sobre a produção de armamento. Entre elas, estava o Ministério dos Assuntos Econômicos, que havia declarado em novembro de 1941 que não havia condições para aumentar a produção de armas. Poucas mulheres estavam empregadas em fábricas, as quais funcionavam em um turno. Na noite após sua indicação, Speer visitou uma das maiores fábrica de armamentos em Berlim. Para sua surpresa, não encontrou ninguém trabalhando.

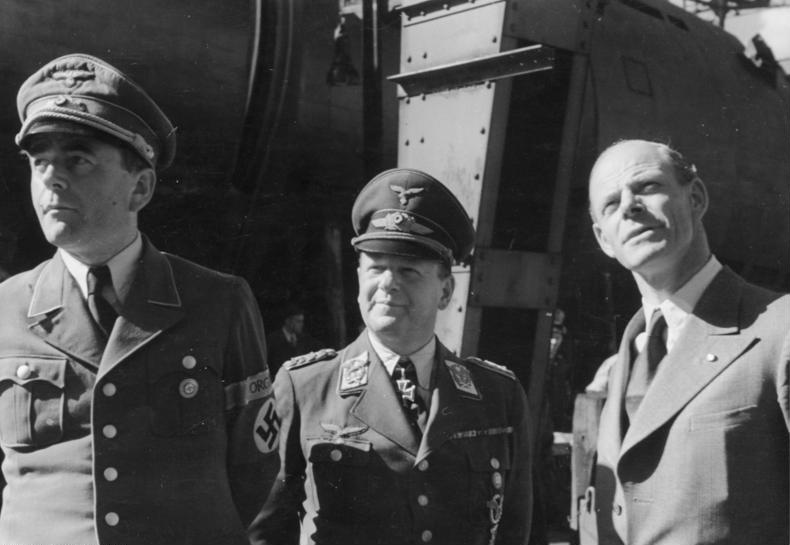
Speer com o Marechal da Luftwaffe Erhard Milch e o projetista Willy Messerschmitt.

Speer superou estas dificuldades centralizando o poder da economia em torno da guerra. Cada fábrica agora era responsável pela produção de um determinado produto. Com forte apoio de Hitler (o ditador havia dito: "Speer, assinarei qualquer coisa vinda de você"), ele dividiu o campo de produção de acordo com o tipo de arma utilizada. Ao invés de funcionários públicos, Speer contratou peritos para supervisionar cada departamento. Ninguém nestes departamentos de produção poderia ter mais de 55 anos. No comando dos departamentos, havia uma unidade central de planejamento, comandada pelo próprio Speer, que foi responsável direto pelo aumento na produção de armas. Goebbels escreveu em seu diário, em junho de 1943 que "Speer permanece no topo da lista do Führer. Ele é um gênio na sua área". Speer desempenhou tão bem o seu papel até o fim de 1943, que foi considerado como principal sucessor de Hitler no cargo de führer.
Com o tremendo poder de Speer, os oficiais o procuravam para saber as últimas ordens do ditador. Quando Speer pediu a nomeação de Karl Hanke para o cargo de ministro do trabalho, Hitler, sob forte influência de Martin Bormann, optou por Fritz Sauckel. Ao invés de aumentar a produção feminina como era defendido por Speer, Sauckel defendeu a importação do trabalho de nações ocupadas, e fez isso, inclusive mandando trabalhadores para as fábricas de armamentos de Speer.

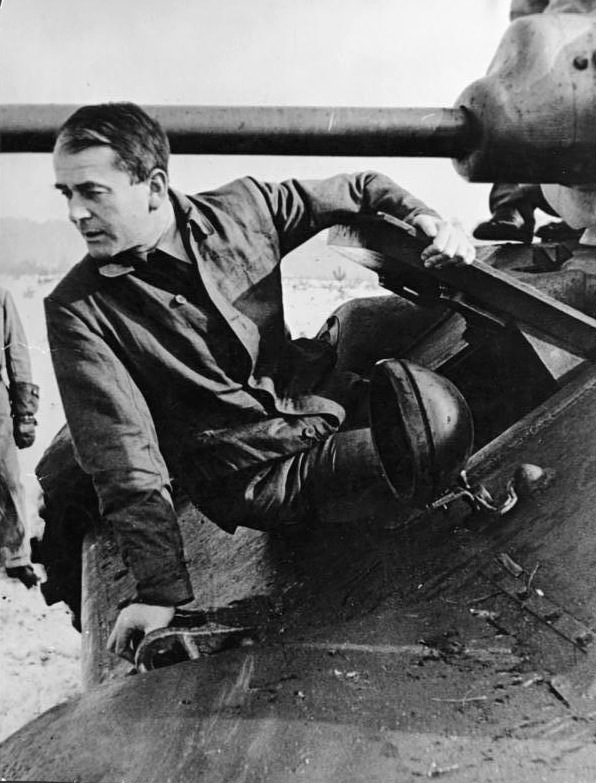
Speer inspeciona um tanque T-34.

Em dezembro de 1943, Speer visitou a fábrica de Mittelwerk, que utilizava trabalhadores vindos de campos de concentração, e responsável pela produção dos foguetes V-2. Verificando que os trabalhadores chegavam já enfraquecidos dos campos, o que motivava a pouca duração das equipas, Speer diz ter solicitado a melhoria das condições e melhoria das rações. Comenta Speer: "Logo, no decorrer das minhas rondas pelas fábricas de armamento, vi rostos mais contentes entre os prisioneiros e pessoas mais bem alimentadas".  Apesar dessas alterações, metade dos trabalhadores de Mittelwerk morreram no ano seguinte.
Em 1943, os aliados tomaram a superioridade alemã no setor aéreo, bombardeando cidades e indústrias. Mas como eles não tinham acesso a todas as localizações das indústrias da Alemanha, Speer conseguiu superar estes ataques, e aumentou a produção de aviões em 80%, além de dobrar a produção de tanques de guerra, como os Panzer Tiger I. A produção iria crescer ainda mais até a metade de 1944, quando já havia suprimentos suficientes para todas as divisões de guerra.
Em janeiro de 1944, Speer teve uma inflamação no seu joelho esquerdo, e ficou fora do comando por três meses. Durante sua ausência, o número de rivais dele dentro do Reich cresceu, (especialmente Göring, Bormann, e o líder da SS Heinrich Himmler) e eles tentaram tomar o poder que Hitler havia dado para Speer. Em abril, eles conseguiram o cargo de Speer de chefe de construções. Na manhã seguinte ao fato, Speer mandou uma carta de demissão para Hitler, se mostrando chocado com o acontecimento. Julgando Speer como uma peça fundamental na guerra, o marechal Erhard Milch foi a casa de Speer e pediu para ele reconsiderar sua demissão, apresentando um documento assinado por Hitler que garantia a Speer a liderança do setor de construção. Speer prontamente aceitou, e aumentou ainda mais sua rivalidade dentro do partido com Göring, que iria assumir seu cargo.

### Queda do Reich

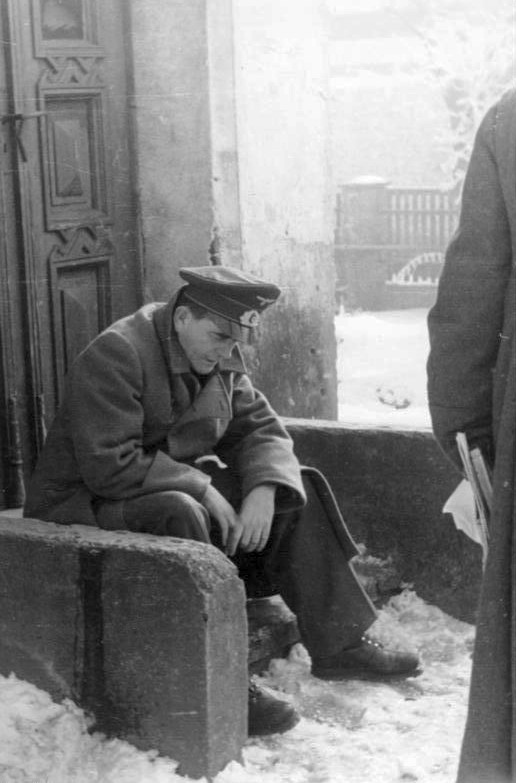
Reichsminister Speer descansando em um degrau.

O nome de Speer estava incluído em uma lista de conspiradores que assumiriam o poder na Alemanha se o plano para matar Hitler tivesse sucesso. Mas ao lado de seu nome, estava escrito a palavra "possivelmente", que segundo Speer, o salvou de ter sido morto com todos os oficiais de alto escalão que planejaram o atentado, como Claus Schenk Graf von Stauffenberg.
Em fevereiro de 1945, Speer, que já dava a guerra como perdida, estava trabalhando em abastecer de comidas e materiais as áreas que estavam para ser ocupadas. Em 19 de março de 1945, Hitler publicou seu Decreto Nero, ordenando a política da terra queimada na Alemanha e em territórios ocupados. O decreto de Hitler, tirava de Speer qualquer poder para tentar interferir na ordem, mas o arquiteto argumentou com Hitler que a guerra estava perdida e o decreto era absurdo Hitler deu 24 horas para Speer rever sua posição, e na manhã seguinte, Speer disse: "Eu estou com você incondicionalmente". Speer pediu a Hitler uma força exclusiva para implementar o Decreto Nero. Com o pedido aceito, Speer trabalhou persuadindo os generais e Gauleiters para não destruir os locais, argumentando que eles seriam necessários para a vida após a derrota da Alemanha na guerra, especialmente a indústria. Speer conseguiu convencer os generais, e teve como principal aliado Gotthard Heinrici.
Quando os soviéticos entraram em Berlim, Speer havia conseguido chegar a uma área relativamente segura perto de Hamburgo. Entretanto, o arquiteto decidiu se arriscar e foi para Berlim pela última vez no regime nazista, para ver Hitler. Speer disse em Nuremberg. "Senti que era meu dever não fugir como um covarde. Tive de visitar ele novamente". Speer foi ao Führerbunker em 22 de abril. Hitler parecia tranquilo e um pouco distraído, e os dois tiveram uma longa conversa, na qual o ditador defendeu suas ações e informou a Speer que iria cometer suicídio e queria ter seu corpo queimado. No livro Por dentro do III Reich, Speer relata que ele disse a Hitler que ele havia descumprido sua ordem em relação ao Decreto Nero, mas, depois, garantiu a sua lealdade pessoal a Hitler, trazendo lágrimas aos olhos do ditador.
No dia seguinte, Speer deixou o Führerbunker, e se despediu de Hitler. Speer visitou a danificada chancelaria mais uma vez, antes de deixar Berlim e partir para Hamburgo. Em 29 de abril, dia anterior ao seu suicídio, Hitler deixou em seu testamento que Speer deveria ser substituído de seu cargo de gabinete pelo seu subordinado Karl-Otto Saur.

## Julgamento de Nuremberg

Membros do Governo de Flensburg sendo presos. Speer (na direita) caminha com Alfred Jodl e Karl Dönitz.

Após a morte de Hitler, Speer ofereceu seus serviços ao chamado governo Flensburg, liderado pelo sucessor de Hitler, Karl Dönitz. Speer tomou controle de um significativo papel dentro do curto período do governo. Em 15 de maio, os estadunidenses chegaram e perguntaram para Speer se ele estava disposto a fornecer informações sobre a guerra. Speer concordou, e durante os dias seguintes detalhou ações do governo de Hitler. No dia 23 de maio, após a Alemanha se entregar, os Aliados prenderam todos os membros do governo Flensburg, levando a era nazista ao fim.
Speer foi levado a diversas prisões e interrogado. Em setembro de 1945, foi dito ao arquiteto que ele seria julgado por ter cometido crimes de guerra. Alguns dias depois, ele foi levado para Nuremberg, onde ficou aguardando o julgamento. Speer foi indiciado em todas as quatro acusações: conspiração, crimes contra a paz, crimes de guerra e crimes contra a humanidade.

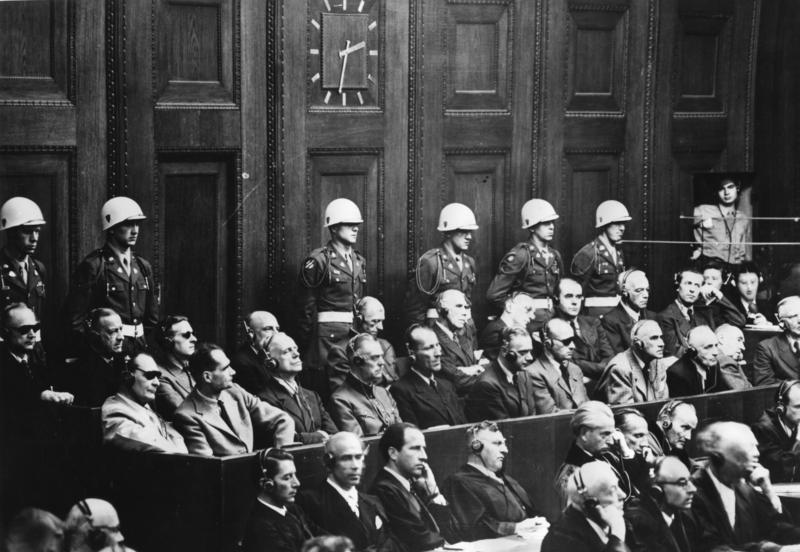
Os réus de Nuremberg (Speer, é o quinto à direita, na fila de cima).

O processo de Speer foi aberto com uma fotografia dele visitando o campo de concentração de Mauthausen. Portanto, o júri reivindicou que Speer estava ciente do Holocausto. Mas Speer disse que era apenas uma viagem, e não foi mostrado a ele o lado escuro dos campos.
Ao observar o julgamento, o jornalista William L. Shirer, escreveu que, comparado com seus ex-colegas de partido, Speer "deixou a melhor impressão… durante o longo discurso prestado no julgamento, falou honestamente sem nunca tentar fugir da responsabilidade de seus atos". Speer também testemunhou que planejou matar Hitler em 1945, no plano que consistia em soltar um gás venenoso pelos dutos de ventilação. Disse que seu planejamento foi frustrado quando percebeu que haviam construído um muro por volta do duto de ventilação principal e que este estava protegido por vários guardas. Speer disse que percebeu que, em fevereiro de 1945, Hitler queria levar o povo alemão à miséria junto com ele. Após estas declarações, Speer foi chamado de traidor por Hermann Göring.
Speer foi considerado culpado nas acusações de crimes de guerra e contra a humanidade. Em 1 de outubro de 1946, ele foi sentenciado a 20 anos de prisão.  Enquanto dois dos oito juízes (um soviético e outro estadunidense) optaram pela pena de morte, os outros não, e a sentença foi confirmada após dois dias de discussão. Doze réus foram sentenciados à morte (incluindo Martin Bormann, in absentia) e três foram considerados inocentes; sete foram condenados a prisão.

## Prisão de Spandau
Em 18 de julho de 1947, Speer e seis ex-oficiais do regime nazista saíram de Nuremberg para Berlim, escoltados por guardas britânicos. Os prisioneiros foram para a prisão de Spandau no setor britânico que mais tarde se tornaria a Berlim Ocidental. Inicialmente, os prisioneiros permaneceram em confinamento solitário exceto no banho de sol de trinta minutos. Também não era permitido se comunicar com os guardas. As forças aliadas faziam rodízio mensal para a vigia dos presos e com o passar do tempo, as regras foram se tornando mais flexíveis, especialmente quando as três forças do ocidente estavam no controle. Speer confidenciou em um de seus livros que se considerava excluído dos demais por ter aceitado suas responsabilidades em Nuremberg.
Speer tentava fazer seu tempo na prisão ser produtivo. Ele escreveu: "Estou obcecado com a ideia de usar meu tempo aqui para escrever um livro de grande importância". Os prisioneiros eram proibidos de escrever memorandos, e as cartas enviadas eram censuradas. Mas Speer convenceu os líderes aliados e conseguiu uma ordem especial para fazer suas escritas. Em 1954, Speer já tinha a base do livro Por Dentro do III Reich pronta.
Speer gastava muito tempo com leituras. Como na prisão não havia biblioteca, os livros vinham da biblioteca municipal. Em 1952, os prisioneiros foram autorizados para pedir livros na livraria central de Berlim, em Wilmersdorf. Speer leu mais de 500 livros nos primeiros anos de confinamento. Ele lia clássicos, guias de turismo, livros sobre o Antigo Egito e biografias. Albert trabalhou também no jardim da prisão. Ele ganhou autorização para reformular o jardim, e conseguiu transformar o que antes era chamado de "floresta", no "Jardim do Éden de Speer", segundo um comandante dos Estados Unidos em Spandau.
Muitas pessoas pediam para Speer ter sua pena reduzida. Entre aqueles de davam suporte a ideia, estavam Charles de Gaulle, o diplomata estadunidense George Ball e John J. McCloy. A redução de pena era consenso entre as forças aliadas, exceto na parte soviética. Como a redução só poderia ocorrer com o acordo entre todas as forças, Speer teve de servir sua sentença completa e deixou a prisão na madrugada de 1 de outubro de 1966.

## Anos finais
A saída de Speer da prisão foi um evento que chamou a atenção da imprensa do mundo inteiro. Todos estavam a espera de ouvir as primeiras palavras de liberdade de Speer após 20 anos. Mas ao se retirar da prisão, Speer disse pouco, e guardou todas as revelações para uma entrevista publicada em novembro de 1966 no jornal Der Spiegel. Na entrevista, Speer novamente assumia suas responsabilidades por seus atos no regime nazista e contava detalhes das horas finais da Alemanha de Hitler. Sem planos para voltar para a arquitetura (dois de seus parceiros morreram semanas após ele sair da prisão), ele escreveu dois livros onde relatava sua vida e pensamentos durante as décadas de 1930 e 1940. Em um terceiro trabalho, ele escreveu sobre Himmler e a SS.
Após a publicação de seus livros, ele fez doações de grande valor para instituições de caridade para judeus. Speer manteve segredo sobre suas doações com medo de ser chamado de hipócrita. Somente após sua morte, ficou relevado que ele era o doador das grandes quantias.
Speer se mostrou amistoso com historiadores e jornalistas, e quando possível, aceitava os convites para entrevistas. Ele deu uma extensa entrevista para a Playboy dos Estados Unidos, na edição de julho de 1971. Em outubro de 1973, Speer fez sua primeira viagem para o Reino Unido. Ele foi para Londres com uma identidade trocada para ser entrevistado em um programa da rede BBC. Porém as autoridades britânicas descobriram sua real identidade e ele ficou detido no aeroporto de Heathrow por oito horas. Ao saber do fato, o então secretário de estado Robert Carr deixou Speer ficar no país por 48 horas.
Oito anos depois, Speer voltou para Londres para participar de outra entrevista. Mas em 1 de setembro de 1981, ele sofreu um AVC em seu quarto de hotel e morreu a caminho do hospital.
Mesmo no fim de sua vida, Speer continuou a questionar suas ações na ditadura de Hitler. No seu último livro, Infiltration, ele pergunta, "O que teria acontecido se Hitler me pedisse para tomar as decisões mais duras? Aonde eu teria chegado? Se eu tivesse ocupado uma posição diferente, será que eu aceitaria ordenar as atrocidades de Hitler se ele me pedisse?". Speer não respondeu a essas perguntas.
Encontra-se sepultado em Bergfriedhof Heidelberg, Heidelberg, Baden-Württemberg na Alemanha.

## Legado e controvérsia

### Arquitetura

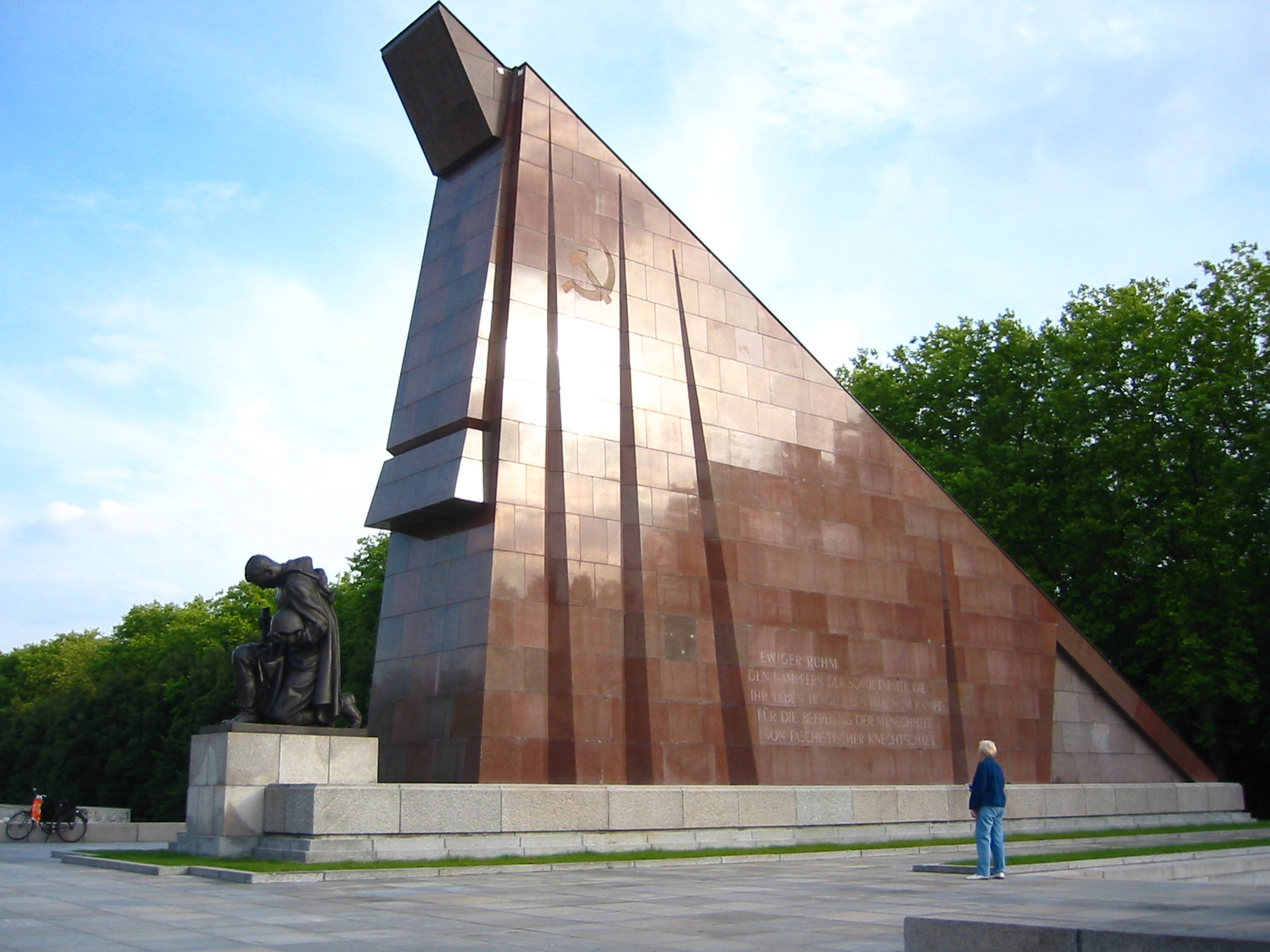
Memorial de Guerra Soviético (Treptower Park) construído com mármore da Chancelaria do Reich (um dos edifícios projetados por Speer, destruído na Segunda Guerra Mundial).

Pouco resta das obras feitas por Speer, a não ser fotos e plantas. Nenhum prédio feito por Speer permanece em Berlim. A única grande obra que permanece é a Strasse des 17. Juni.

### Ações contra judeus
Como inspetor de construção, Speer foi responsável pelo Departamento de Reassentamento. De 1939 em diante, o departamento utilizou das Leis de Nuremberg para expulsar os Judeus de terras alemãs. Speer estava ciente das atividades. Cerca de 75 mil judeus foram expulsos por ordens de Speer. Um documento que comprova a participação de Speer ainda existe. Foi dado a ele o nome de Crônicas do departamento de atividades, que era mantido por Wolters.

### Roubo de Arte
Mais de 30 anos após sua morte, historiadores descobriram documentos que comprovam que o "bom nazista" não só encobriu o seu conhecimento sobre o Holocausto, mas também participou do roubo de obras de arte de judeus. Quando os russos se aproximavam de Berlim ele pessoalmente supervisionou a remoção de quadros para um esconderijo na casa de um amigo que os guardou até que saísse da prisão de Spandau. Quando através de codinomes e anonimato ele pode vender em leilões essas pinturas. Também é conhecido por ter comercializado desenhos do próprio Hitler por cerca de 4 mil dólares americanos cada.
Após a sua saída de Spandau, Speer deu ao Bundesarchiv uma versão editada das Crônicas, aonde foi retirada qualquer citação aos judeus. Quando o negacionista do holocausto David Irving descobriu as diferenças entre a versão editada das "Crônicas" e os outros documentos, Speer declarou que as partes cortadas não precisavam ser citadas. Mas Wolters ainda tinha a versão original das Crônicas, e acabou cedendo a um estudante de doutorado da Alemanha. Speer considerou a atitude de Wolters como uma traição. A versão original das Crônicas, entraram em domínio público em 1983, Speer e Wolters já estavam mortos, confirmando que Speer era chefe de um departamento de expulsão de judeus.

### Conhecimento do Holocausto
Desde Nuremberg, Speer garantiu que nunca teve conhecimento do Holocausto. Speer escreveu em seu livro que Karl Hanke uma vez disse que o ministro nunca deveria aceitar um convite para ir visitar um campo de concentração próximo da Alta Silésia pois "ele havia visto coisas que não eram permitidas descrever e não tinham descrição".  Speer mais tarde concluiu que Hanke estava falando de Auschwitz, e se culpou por não ter buscado nenhum tipo de informação com Himmler ou Hitler.

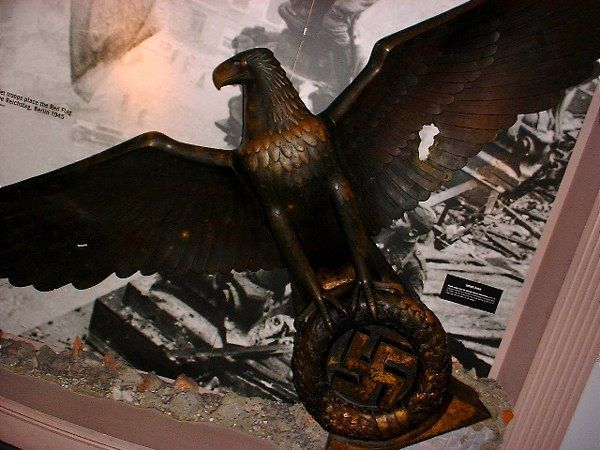
Águia de bronze da Chancelaria do Reich criada por Speer, agora no Imperial War Museum.

No discurso de Posen, feito por Himmler, ficava claro que todos que estavam na sala ouvindo tinham o conhecimento que os campos de concentração eram na realidade campos de extermínio. Speer disse em Nuremberg que não estava presente no discurso, fato que foi desmentido por Gitta Sereny, que provou que o líder da SS se referiu a Speer em um momento do discurso. Caso tal fato tivesse sido provado em Nuremberg, Speer teria sido condenado à pena capital.
Em 1971, o historiador Erich Goldhagen publicou um artigo garantindo que Speer havia participado do discurso de Himmler. De acordo com a biografia de Speer escrita por Joachim Fest, "a acusação de Goldhagen poderia ser melhor elaborada". Em resposta, o Arquivo Federal alemão de Coblença, divulgou uma nota alegando que Speer havia deixado Posen por volta do meio dia (antes do discurso de Himmler) para ir para o quartel de Hitler em Rastenburg. Em Por dentro do III Reich, publicado antes do artigo de Goldhagen, Speer lembrou a noite após a conferência, onde muitos oficiais nazistas estavam tão bêbados, que precisaram de ajuda para embarcar em um trem. Dan van der Vat, sugeriu que isso necessariamente garante que Speer ouviu o discurso de Himmler, já que ele estava presente na noite após o incidente. Em resposta ao artigo de Goldhagen, Speer declarou que ao escrever seu livro havia cometido um erro e que estava presente em uma reunião de Potsen em 1944, e não no discurso de 1943 dado por Himmler.
Em 2005, o jornal britânico The Daily Telegraph apresentou documentos que mostravam que Speer havia aprovado a alocação de materiais para expandir Auschwitz. Os documentos supostamente tinham caligrafia do próprio Speer.
Entretanto, o conhecimento do holocausto por Speer se complica com seu status pós-guerra. Ele se tornou símbolo para as pessoas que haviam participado do NSDAP negarem e rejeitarem todas as ações no regime (inclusive dizendo que nunca fizeram parte do Partido Nazi). O diretor de cinema Heinrich Breloer declarou que Speer criou uma imagem que permitia as pessoas dizer: "Acredite em mim, eu nunca soube nada sobre o holocausto. Basta olhar para o amigo pessoal do Führer, ele não sabia de nada também".